# Krew i wino
Krew i wino – amerykańsko-brytyjski kryminał z 1996 roku.

## Główne role
- Jack Nicholson – Alex Gates
- Stephen Dorff – Jason
- Jennifer Lopez – Gabriela Gabby
- Judy Davis – Suzanne
- Michael Caine – Victor Vic Spansky
- Harold Perrineau – Henry
- Robyn Peterson – Dina Reese
- Mike Starr – Mike
- John Seitz – pan Frank Reese
- Dan Daily – Todd
- Marta Velasco – kuzynka Gabrieli

## Fabuła
Alex Gates prowadzi życie, które wielu mogłoby pozazdrościć: ubiera się w eleganckich sklepach, jeździ sportowym kabrioletem, prowadzi firmę importującą wino, ma żonę Suzanne, pasierba Jasona i kochankę Gabrielę. Ale z bliska nie wygląda to tak kolorowo: firma bankrutuje, w małżeństwie jest kryzys, Alex nie potrafi dogadać się z pasierbem, żona zaczyna pić i zrzędzić. W końcu Alex wpada na sposób, który wyciągnie go z kłopotów – postanawia okraść swojego klienta z naszyjnika z brylantów. Do pomocy w rozpruciu sejfu zatrudnia swojego kumpla – angielskiego kasiarza Victora Spansky'ego, który chce umrzeć w luksusie. Mimo pewnych przeszkód skok udaje się. Alex pakuje walizki i planuje razem z Gabrielą wyruszyć do Nowego Jorku, by spieniężyć klejnot. Ale jego żona wraca do domu wcześniej i zastaje go w momencie pakowania walizki. Zauważa ona dwa bilety lotnicze i odkrywa, że jego niby służbowa podroż to wyjazd z kochanką. Wpada w furię i kilkakrotnie uderza męża laską w głowę. Zabiera jego walizkę i zaczyna pakować swoje rzeczy. Zabiera ze sobą Jasona.

## Nagrody i nominacje
MFF w San Sebastian 1996
- Srebrna Muszla dla najlepszego aktora – Michael Caine